# Laurent Moracchini
Pour les articles homonymes, voir Moracchini.
Laurent Moracchini est un footballeur français né le 6 janvier 1968 à Marseille (Bouches-du-Rhône). 
Il a été milieu de terrain à Bastia et à Nancy dans les années 1990.

## Carrière de joueur
- 1985-1986 : SEC Bastia
- 1986-1988 : SC Toulon
- 1988-1997 : SC Bastia
- 1997-2002 : AS Nancy-Lorraine
- 2002-2004 : AC Ajaccio[1]

## Palmarès
- Champion de France D2 en 1998 avec l'AS Nancy-Lorraine